# Ágá Chán III.
Sir Sultán Muhammad Šáh, Ágá Chán III. (2. listopadu 1877 - 11. července 1957) byl 48. imám nizáríjské větve ismá'ílíje, jedné z větví ší'itského islámu. Byl jedním ze zakladatelů a prvním stálým předsdedou Všeindické muslimské ligy (AIML). Jeho cílem bylo prosazování muslimské agendy a ochrana muslimských práv v Indii. Liga až do konce 30. let nebyla velkou organizací, ale reprezentovala pozemkové a komerční zájmy muslimů v Brity ovládaných „sjednocených provinciích“ (současný Uttarpradéš). Ágá Chán III. sdílel přesvědčení Sajjida Ahmada Chána, že muslimové by si měli nejprve vybudovat sociální kapitál prostřednictvím pokročilého vzdělávání, než se zapojí do politiky. Vyzýval Brity, aby v Britské Indii považovali muslimy za samostatný národ, což je takzvaná „teorie dvou národů“. I poté, co v roce 1912 rezignoval na funkci předsedy AIML, měl Ágá Chán III. stále zásadní vliv na její politiku a programy. V roce 1932 byl nominován jako reprezentant Indie ve Společnosti národů a v letech 1937 až 1938 byl předsedou Společnosti národů.